# Liga dos Comunistas da Bósnia e Herzegovina
A Liga dos Comunistas da Bósnia e Herzegovina (Servo-croata: Savez komunista Bosne i Hercegovine, SK BiH / Савез комуниста Босне и Херцеговине, СК БиХ) foi o ramo bósnio da Liga dos Comunistas da Iugoslávia. 

## Líderes Partidários
1. Đuro Pucar (5 de novembro de 1948 - 5 de março de 1965)
2. Cvijetin Mijatović (5 de março de 1965 – 9 de abril de 1969)
3. Branko Mikulić (9 de abril de 1969 – 11 de maio de 1978)
4. Nikola Stojanović (11 de maio de 1978 – 20 de maio de 1982)
5. Hamdija Pozderac (20 de maio de 1982 - 28 de maio de 1984)
6. Mato Andrić (28 de maio de 1984 – 21 de maio de 1986)
7. Milan Uzelac (21 de maio de 1986 – Maio de 1988)
8. Abdulah Mutapčić (Maio de 1988 – 29 de junho de 1989)
9. Nijaz Duraković (29 de junho de 1989 – 24 de fevereiro de 1991)